# Sypna mormoides
Sypna mormoides là một loài bướm đêm trong họ Erebidae.